# باتری اسید-سرب

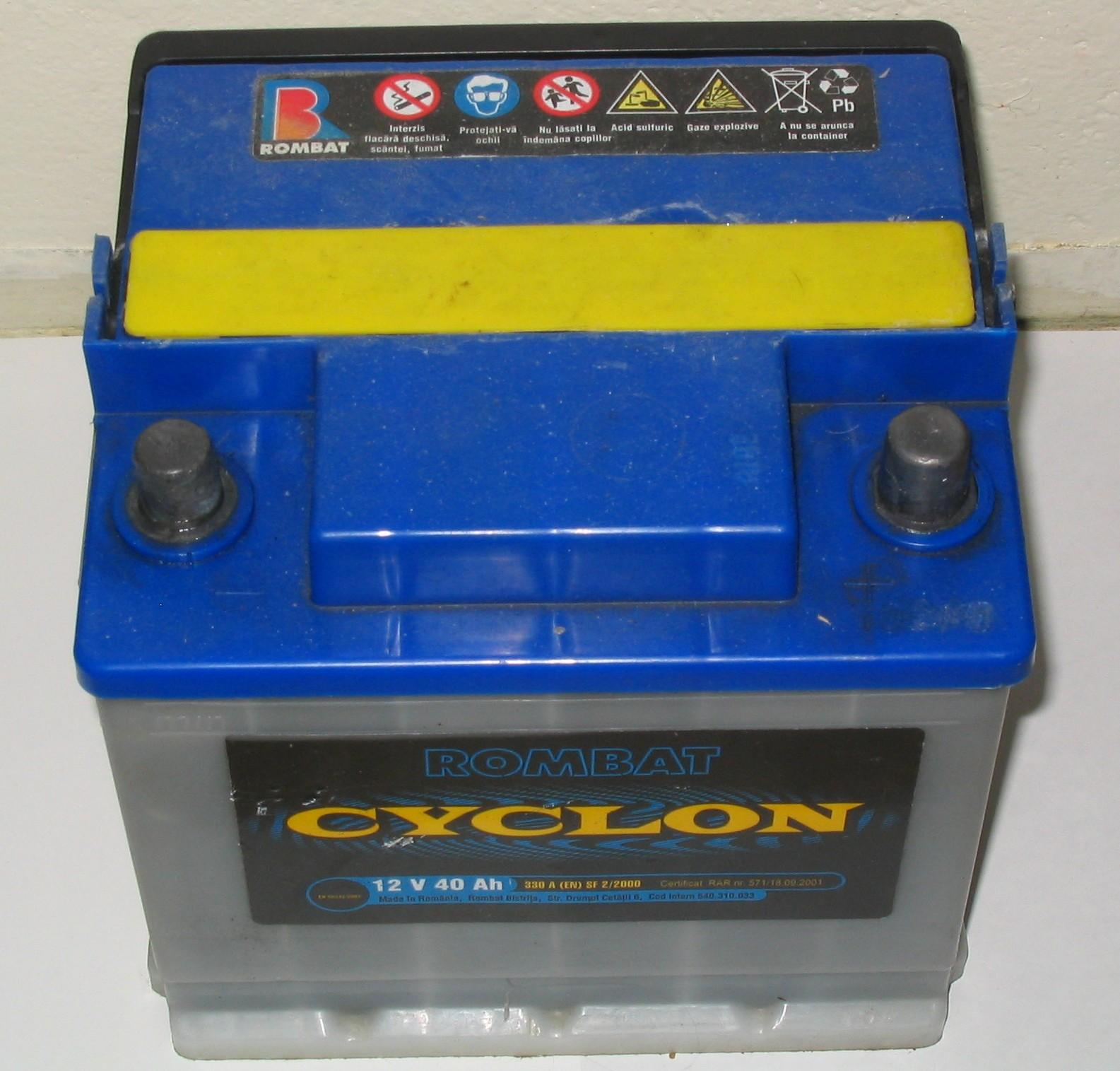
باتری اسیدی یک اتومبیل

باتری اسیدی یا باتری سربی-اسیدی گونه‌ای از باتری قابل شارژ است که در سال ۱۸۵۹ توسط فیزیک‌دان فرانسوی، گاستون پلانته اختراع شد. علی‌رغم ذخیره انرژی کم نسبت به وزن و حجم آن، به‌دلیل هزینه پایین و عرضه زیاد در وسایل نقلیه موتوری مورد استفاده قرار می‌گیرد.
ساختار یک باتری ترکیبی است از مواد شیمیایی، نکات الکتریکی، نگهدارنده‌ها وفرم دهنده‌های مکانیکی. به‌طور کلی می‌توان باتری سرب اسید را متشکل از ۴ بخش کلی دانست:
الکترود یا صفحات مثبت که به آن‌ها كاتد نیز گفته می‌شود. الکترونها در حین دشارژ جذب این قطب یا صفحات می‌شوند. در باتریهای سرب اسیدی ماده شیمیایی عمده تشکیل دهنده صفحات مثبت، اکسید سرب (PbO2) می‌باشد.
الکترود یا صفحات منفی که به آن‌ها آند نیز گفته می‌شود. الکترونها در حین دشارژ از این قطب خارج می‌شوند. ماده شیمیایی عمده تشکیل دهنده الکترودهای منفی، سرب (Pb) است. لازم است ذکر شود که سرب یا اکسید آن از لحاظ مکانیکی قابلیت فرم‌گیری مناسب ندارند و اغلب به کمک افزودن آلیاژهای مختلف و همچنین شبکه‌های نگهدارنده حالت دهی می‌شوند. ضمناً اصطلاحاً آن‌ها را مواد فعال یا Active Material نیز می‌گویند زیرا در اصل واکنش شیمیایی داخل باتری به کمک سرب و اکسید آن صورت می‌گیرد.
الکترولیت که محیط ما بین دو الکترود را پر می‌کند و در واقع بستری برای عبور شارژ بین الکترودهای مثبت و منفی را فراهم می‌آورد. در باتریهای سرب اسیدی هر دو قطب در محلولی از اسید سولفوریک (H2SO4) با غلظتی در حدود ۲۵ تا ۴۰ درصد و آب (H2O) با غلظتی در حدود ۶۰ تا ۷۵ درصد، غوطه ور هستند. ترکیب آب و اسید سولفوریک باعث می‌شود که اسید سولفوریک به صورت یونیزه درآمده و به یونهای H+ و HSO4- تبدیل شود.
جداکننده و فاصله دهنده، بخش دیگر باتریهای سرب اسیدی را تشکیل می‌دهند. وظیفه اصلی آن‌ها جداسازی و ایزوله کردن الکتریکی قطبهای مثبت و منفی از یکدیگر است. بخشی از تکنولوژی ساخت باتریهای سرب اسیدی مربوط به طراحی این ایزولاتورهای الکترومکانیکی است. در بعضی از انواع که از نظر حجم باتری محدودیتی وجود ندارد این ایزولاسیون به کمک ایجاد فاصله فیزیکی بین الکترودها ایجاد می‌شود که باعث ارزانتر شدن باتری ولی افزایش حجم آن می‌شود. انواع مختلفی از جداکننده‌ها تا بحال ابداع شده‌اند که مرسوم‌ترین آن‌ها عبارتند از:
1. جداکننده‌های PVC این نوع جداکننده‌ها اغلب در باتریهای معمولی (Normal) دریچه دار (Vented) با آلیاژ سرب – آنتیموان استفاده می‌شود که از لحاظ هدایت الکتریکی از جمله بدترین جداکننده‌های باتری می‌باشد.
2. جداکننده‌های سلولزی که از هدایت الکتریکی نسبی و تخلخل مناسبی برخوردار می‌باشند.
3. جداکننده‌های پلی اتیلنی، از استحکام مکانیکی و هدایت مناسبی برخوردار هستند و به‌دلیل فرم‌پذیری مناسب خود اغلب به صورت پاکتی الکترودهای مثبت را در بر می‌گیرند.
4. جداکننده‌های AGM (Absorptive Glass Mat) تقریباً به عنوان بهترین نوع جداکننده شناخته می‌شوند و تأثیر بسزایی در برگشت‌پذیری مجدد اکسیژن آزاد شده در واکنش‌ها به محیط شیمیایی باتریها بازی می‌کنند.
5. جداکننده‌های Gel تقریباً مشابه AGM می‌باشند و به‌طور کلی در باتریهایی که از این نوع جداکننده‌ها استفاده می‌کند الکترولیت به صورت مایع جریان ندارد و اغلب به صورت گنده و قرمز شکل است.

به‌طور کلی اختلاف ولتاژ ایجاد شده به کمک یک سلول از الکترودهای مثبت و منفی در باتریهای سرب اسیدی حدود ۲ تا ۲٫۱ ولت است؛ لذا ولتاژهای بالاتر مثل ۱۲ ولت از اتصال سری چندین سری از الکترودهای مثبت و منفی تشکیل می‌شود. قطر صفحات مثبت و منفی نقش اساسی در تعیین ظرفیت باتری بازی می‌کنند. اغلب برای کاربردهای با ظرفیت معمول همچون باتریهای استارتر خودرو قطر این صفحات کمتر از ۲ میلی‌متر است. اما در کاربردهایی با قابلیت شارژ دهی طولانی قطر الکترودها به ۶ میلی‌متر نیز خواهد رسید.
باتری‌های اسیدی نیاز به چک کردن دوره ای دارند چون آب دورن آن ممکن است تمام شود بنابراین بعد از مدتی ضعیف شده و نیاز به تعویض دارند.
در ایران هنوز شرکت صبا باتری باتری اسیدی عرضه می‌کند اما تقریباً در دنیا این باتری‌ها کمتر استفاده می‌شوند و بیشتر از باتری‌های بدون نیاز به نگهداری استفاده می‌شود.
عوارض زیست‌محیطی و سلامتی پرسنل دو چالش فراروی این صنعت است. اسید سولفوریک به کار رفته در این‌گونه باتری‌ها باعث آسیب جدی به سیستم تنفسی مشخصا بیماری‌های انسدادی ریه مانند برونشیت و آمفیزم می‌گردد. سرب نیز یکی از ریسک‌های این صنعت است و بخارات ذوب آن و پودر سرب بکار رفته در صفحات باتری‌ها پیامدهای بسیار ناگوار بر سلامتی کارگران دارد.
از جنبه‌های زیست‌محیطی می‌توان به ریختن اسید روی خاک و آلودگی آب و خاک و هوا به غبارات سرب اشاره کرد. دفع نامناسب پس آبهای کارخانه که بسیار آلوده هستند جنبه ای دیگر زیست‌محیطی است
فرایند تولید به این صورت است ابتدا شمش‌های سرب به کارخانه وارد می‌شود دور کارگاه نوار سازی با ذوب کردن شمش‌ها نوارهای صفحه‌های مثبت و منفی با ترکیب متفاوت ساخته می‌شود این نوارها به کارگاه خمیر مالی برده می‌شود و طی پروسه ای با دستگاه‌های ویژه تبدیل به صفحه مشبک مثبت یا منفی می‌گردد و خمیر بر روی آن قرار می‌گیرد؛ که پس از خشک شدن در دستگاه کیو رینگ صفحه آماده مصرف است. آنگاه صفحات به کارگاه مونتاژ برده می‌شود. اولین دستگاه مونتاژ البک نام دارد که صفحات مثبت یا منفی را در عایق قرار می‌دهد و صفحه دیگر را روی آن می‌گذارد که بسته به آمپراژ باتری تعداد صفحات متفاوت است از ۴ مثبت ۴ منفی تا ۱۸ مثبت و منفی متفاوت است. دستگاه بعدی ریخته‌گری روی پرچم یا cos (costing. on strap) است و گروه‌بندی‌ها را ریختگی با سرب می‌کند اپراتور آن گروه‌بندی‌ها را داخل جعبه قرار می‌دهد و اپراتور کنترل و اصلاح می‌کند گروه‌بندی‌ها را و به دستگاه پلمپ حرارتی هدایت می‌کند و اپراتور درب روی جعبه قرار می‌دهد و آن را وارد دستگاه پلمپ حرارتی می‌نماید و پس از پلمپ شدن قطب‌ها توسط جوش گاز خودکار جوش داده می‌شود تا اینجا محصول نیمه ساخته داریم؛ و این محصول روی پالت قرار می‌گیرد و به کارگاه شارژ ارسال می‌شود. در کارگاه شارژ اسید سولفوریک با دانسیته ۱/۶۵ پر می‌شود و وارد وان می‌شود و با کانکتور سری می‌شود و به منبع برق متصل می‌شود بین ۱۲ تا ۲۰ ساعت شارژ می‌شود و در نهایت باتری‌ها شسته و کنترل و بسته‌بندی می‌شود.

## ساختار
- جداساز

جداساز بین دو صفحه قرار می‌گیرد و از اتصال کوتاه، جلوگیری می‌کند.